# Gherardo Bosio

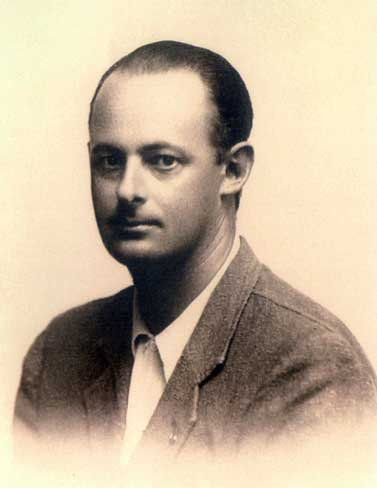
Gherardo Bosio

Gherardo Bosio (* 19. März 1903 in Florenz; † 16. April 1941 ebenda) war ein italienischer Architekt, Ingenieur und Stadtplaner.
Bosio schloss 1926 sein Studium in Ingenieurwissenschaften in Rom ab und bis 1931 studierte er Architektur in seiner Geburtsstadt Florenz. Nachdem Italien 1936 weite Teile Ostafrikas besetzt hatte, wurde Bosio damit beauftragt, die Grundrisse der Stadtzentren von Gonder und Dese zu planen. Im Jahr 1939 – während der italienischen Besatzung Albaniens – wurde er Leiter des Zentralen Bau- und Urbanistikamts der Hauptstadt Tirana und prägte als Stadtplaner und Architekt nachhaltig das Stadtbild.
Ernsthaft erkrankt, kehrte Bosio nach Italien zurück, wo er im April 1941 in seiner Villa in Florenz verstarb, bis zum Schluss an den Projekten in Albanien arbeitend.
Bosios Architekturstil kann dem (italienischen) Rationalismus zugeordnet werden.

## Werke (Auswahl)

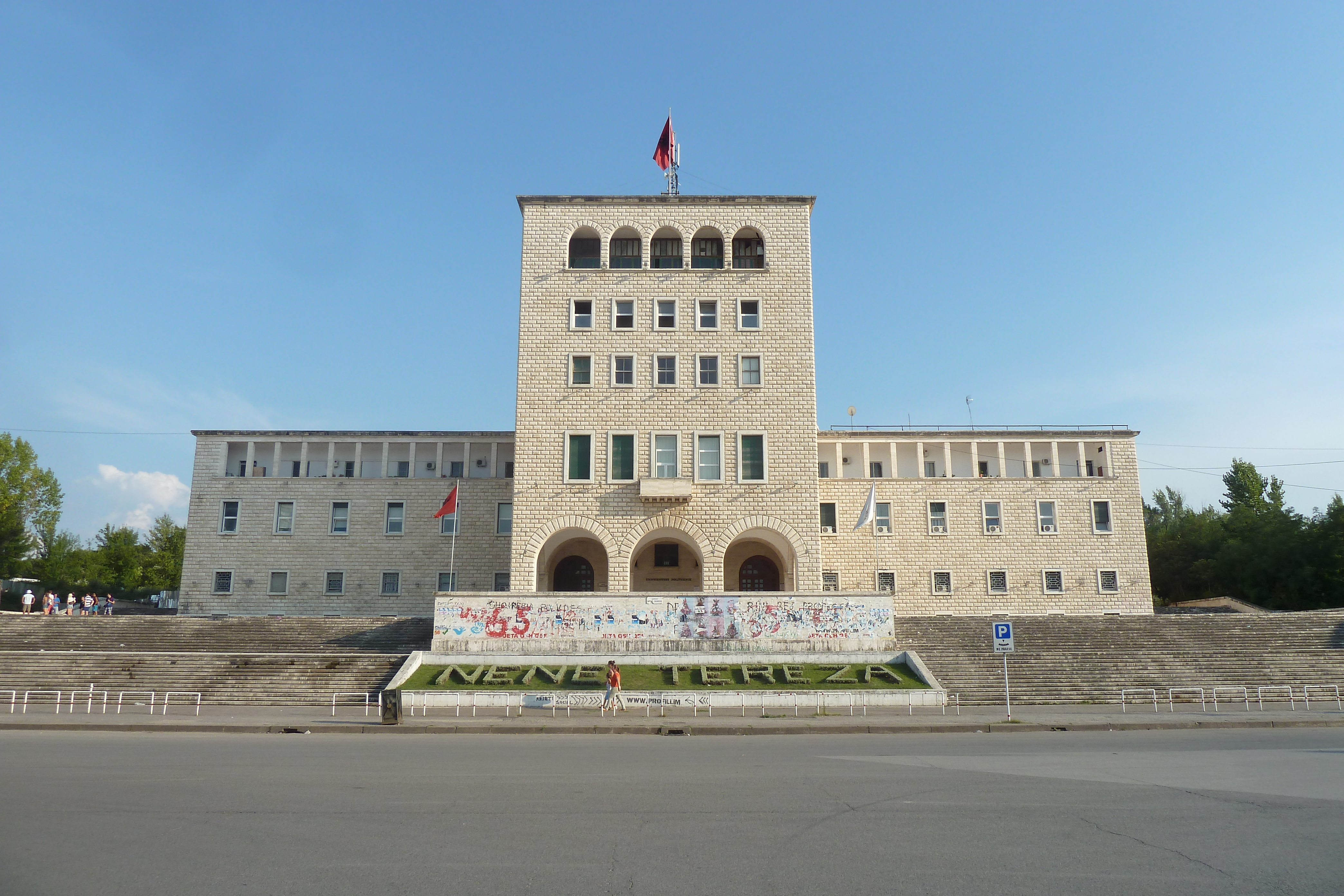
Von Bosio entworfene Casa di Fascio in Tirana, welches heute das Hauptgebäude der Universität Tirana stellt

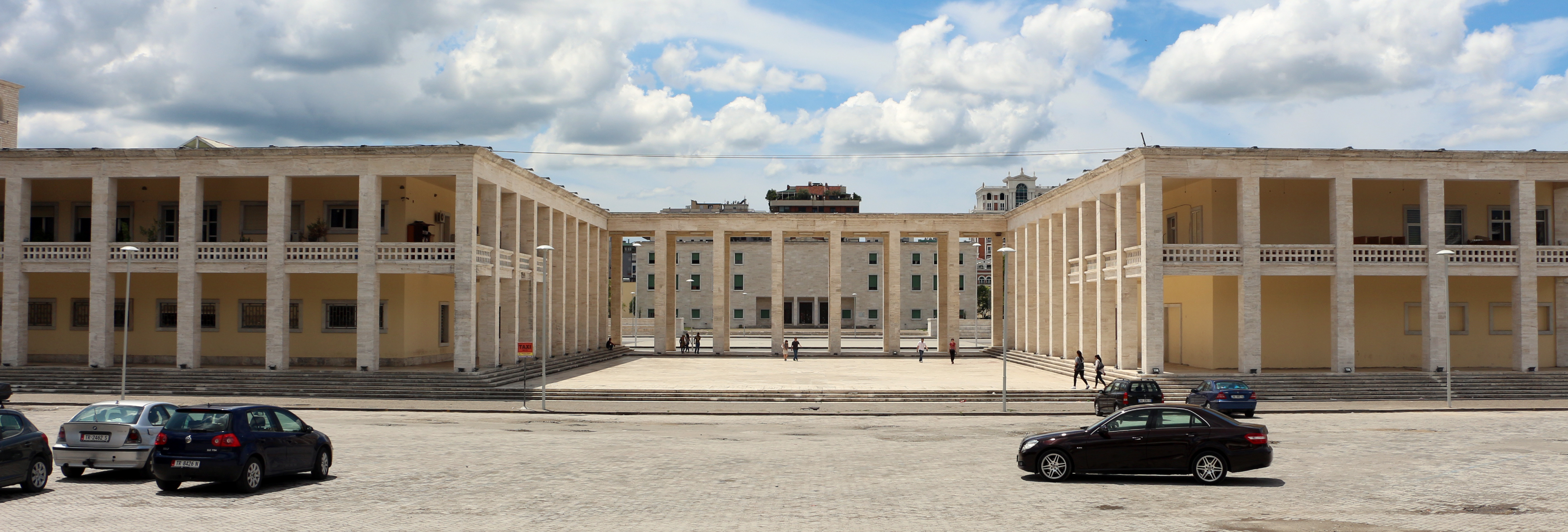
Hinterhof des Archäologischen Nationalmuseums in Tirana. Bosio entwarf in Tirana unter anderem ein ganzes Gebäude-Ensemble am Mutter-Teresa-Platz

- Restaurierung und Erweiterung der Villa La Pietra in Florenz, 1927–29
- Teilnahme am Projektwettbewerb für den Kolumbus-Leuchtturm in Santo Domingo, 1928–29
- Restaurierung, Erweiterung und Einrichtung des Villino Uzielli in Florenz, 1929–30
- Einrichtung der Casa Maraini in Florenz, 1932
- Projekt der Casa di Cura am Viale dei Colli südöstlich von Florenz, 1932
- Einrichtung der Casa Traballesi in Florenz, 1933
- Planung der Villa Ginori Conti in Cerreto di Pomarance bei Pomarance, 1934
- Planung des Vereinshauses des Golfclubs von Impruneta (in Zusammenarbeit mit Pierluigi Nervi), 1934
- Einrichtung des Italienischen Instituts für Kultur in Budapest, 1935
- Restaurierung und Einrichtung der Villa Pandolfini in Lastra a Signa, 1935
- Planung der Stadtzentren von Gonder und Dese in Italienisch-Ostafrika, 1936
- Stadtplanung für Tirana mit:
  - Bau der Prachtstraße Bulevardi Dëshmorët e Kombit mit Hotel Dajti und Uffici Luogotenenziali (heutiges Ministerpräsidentenamt), 1939–41
  - Planung des Gebäudeensembles um die Piazza del Littorio mit Casa di Fascio, Qemal-Stafa-Stadion und anderen Gebäuden, 1939–41
- Planung diverser Bauten in Tirana: Villa Luogotenenziale (1939–41) sowie Gebäude für Zeitung Tomorri (1939) und für Radio Tirana (1939)